# Svart kejsarfisk
Svart kejsarfisk (Pomacanthus arcuatus) är en fiskart som först beskrevs av Carl von Linné 1758.  Svart kejsarfisk ingår i släktet Pomacanthus och familjen Pomacanthidae. IUCN kategoriserar arten globalt som livskraftig. Inga underarter finns listade i Catalogue of Life.